# 堀畑裕之
堀畑 裕之（ほりはた ひろゆき）は日本のファッションデザイナー。大阪府堺市出身。現在は東京都在住。

## 来歴
浪速高校卒業後、同志社大学文学部に進み、同大学院でドイツ哲学を専攻。大学院時に、KCI主催の「モードのジャポニスム展」でモードに強い興味を抱き、また、哲学者鷲田清一のモード関連の著作にも影響を受けた。
1995年、文化服装学院アパレルデザイン科に入学。後にパートナーとなる関口真希子と出会う。
1998年、株式会社コム・デ・ギャルソン入社、パタンナーとして川久保玲によるレディースのパリコレクションラインを担当。
2003年、コム・デ・ギャルソンを退社し、ロンドンに移住。トルコ人デザイナーBora Aksuのロンドンコレクションに携わる。
2005年、東京で「日本の美意識が通底する新しい服の創造」をコンセプトに服飾ブランドmatohu（まとう）を関口真希子と共に設立。
桃山〜江戸初期の美術工芸風俗を主題とした「慶長の美」シリーズをスタート（5年間10コレクション。2010年まで展開）
2006年、東京コレクションに参加。以後継続的に発表の舞台とする。
2008年、スペインサラゴサ万博において日本館のユニフォームをデザイン。
2009年、毎日ファッション大賞新人賞・資生堂奨励賞を受賞。
2011年、青山表参道のスパイラルガーデン、熊本市現代美術館において「matohu　慶長の美展」が開催された。
表参道に直営路面店オープン。
日本の美意識を主題とした「日本の眼」シリーズをスタート。（8年間１７コレクション。２０１８年まで展開）
2012年、金沢21世紀美術館 において四ヶ月に渡り「matohu 日本の眼　日常にひそむ美を見つける」展を開催。
2015年〜18年、朝日新聞夕刊で『言葉の服』というコラムを執筆。
2018年、各地の手仕事を映像と共に紹介し、新鮮なデザインに落とし込む「手のひらの旅」シリーズをスタート。
以後ランウェイ形式の発表をあらため、映像作品を主としたプレゼンテーション形式に切り替える。
2019年、『言葉の服　ーおしゃれと気づきの哲学』（トランスビュー社）を刊行。
2020年１月、スパイラルガーデンにて「matohu　日本の眼展」を開催。２週間で１万人以上の来場者を集めた。
2021年　matohu 椿山をオープン。
2024年　『工藝とは何か』赤木明登と共著（拙考）を刊行。
　　　　　第46回　繊研賞受賞。